# Doug West
Jeffery Douglas "Doug" West (Altoona, Pensilvania, 27 de mayo de 1967) es un exjugador de baloncesto estadounidense que ejerce como entrenador asistente de los Philadelphia 76ers. Jugó durante doce temporadas en la NBA. Con 2,00 metros de estatura, lo hacía en la posición de escolta.

## Trayectoria deportiva

### Universidad
Jugó durante cuatro temporadas con los Universidad de Wildcats de la Universidad Villanova, en las que promedió 14,8 puntos, 4,6 rebotes y 1,9 asistencias por partido. En total en toda su carrera universitaria anotó 2.037 puntos, lo que le colocan como el cuarto mejor anotador de la historia de los Wildcats.

### Profesional
Fue elegido en la trigésimo octava posición del Draft de la NBA de 1989 por Minnesota Timberwolves, donde en las dos primeras temporadas fue uno de los últimos hombres del banquillo, pero en la temporada 1991-92, con la llegada de Jimmy Rodgers al banquillo, se hizo con el puesto de titular, promediando 14,0 puntos y 3,5 asistencias por partido.
A partir de ese momento se convirtió en titular indiscutible durante tres temporadas más, jugando su mejor campaña en 1992-93, cuando promedió 19,3 puntos por partido. Un año antes había participado en el Concurso de Mates de la NBA, quedando clasificado en la quinta posición.
En la temporada 1998-99 fue traspasado a Vancouver Grizzlies a cambio de Anthony Peeler. Allí jugó tres temporada marcadas por las lesiones. en su primer año con los Grizzlies sólo pudo disputar 14 encuentros, debido a una lesión en un dedo del pie y otra en los isquiotibiales. Se retiró al término de la temporada 2000-01 después de 12 años como profesional, en los que promedió 9,6 puntos y 2,5 rebotes por partido.

## Estadísticas de su carrera en la NBA

### Temporada regular
| Temporada | Edad | Equipo    | Liga | P   | TIT | MIN  | TC  | TCA  | %TC  | 3P  | 3PA | %3P  | TL  | TLA | %TL  | R.OF. | R.DEF. | REB | ASIS | ROB | TAP | PER | FP  | PTS  |
| 1989-90   | 22   | Minnesota | NBA  | 52  | 0   | 7.3  | 1.0 | 2.6  | .393 | 0.1 | 0.2 | .273 | 0.5 | 0.6 | .813 | 0.5   | 0.9    | 1.3 | 0.3  | 0.2 | 0.1 | 0.6 | 1.2 | 2.6  |
| 1990-91   | 23   | Minnesota | NBA  | 75  | 1   | 11.0 | 1.6 | 3.3  | .480 | 0.0 | 0.0 | .000 | 0.8 | 1.1 | .690 | 0.7   | 1.1    | 1.8 | 0.6  | 0.5 | 0.3 | 0.5 | 1.5 | 3.9  |
| 1991-92   | 24   | Minnesota | NBA  | 80  | 72  | 31.8 | 5.8 | 11.2 | .518 | 0.1 | 0.3 | .174 | 2.3 | 2.9 | .805 | 1.3   | 1.9    | 3.2 | 3.5  | 0.8 | 0.3 | 1.5 | 3.0 | 14.0 |
| 1992-93   | 25   | Minnesota | NBA  | 80  | 80  | 38.8 | 8.1 | 15.6 | .517 | 0.0 | 0.3 | .087 | 3.1 | 3.7 | .841 | 1.1   | 2.0    | 3.1 | 2.9  | 1.1 | 0.3 | 2.1 | 3.5 | 19.3 |
| 1993-94   | 26   | Minnesota | NBA  | 72  | 61  | 30.3 | 6.0 | 12.4 | .487 | 0.0 | 0.1 | .125 | 2.6 | 3.2 | .810 | 0.8   | 2.4    | 3.2 | 2.4  | 0.9 | 0.3 | 1.9 | 3.3 | 14.7 |
| 1994-95   | 27   | Minnesota | NBA  | 71  | 65  | 32.8 | 4.9 | 10.7 | .461 | 0.2 | 0.9 | .180 | 2.9 | 3.5 | .837 | 0.8   | 2.4    | 3.2 | 2.6  | 0.9 | 0.3 | 1.8 | 3.5 | 12.9 |
| 1995-96   | 28   | Minnesota | NBA  | 73  | 16  | 22.5 | 2.4 | 5.4  | .445 | 0.0 | 0.2 | .077 | 1.6 | 2.0 | .792 | 0.7   | 1.5    | 2.2 | 1.6  | 0.4 | 0.2 | 1.1 | 3.1 | 6.4  |
| 1996-97   | 29   | Minnesota | NBA  | 68  | 66  | 28.2 | 3.3 | 7.1  | .467 | 0.2 | 0.7 | .333 | 0.9 | 1.4 | .681 | 0.5   | 1.6    | 2.2 | 1.7  | 0.9 | 0.4 | 1.0 | 3.2 | 7.8  |
| 1997-98   | 30   | Minnesota | NBA  | 38  | 10  | 18.1 | 1.7 | 4.5  | .374 | 0.0 | 0.1 | .000 | 0.8 | 1.1 | .725 | 0.6   | 1.6    | 2.2 | 1.2  | 0.3 | 0.1 | 0.6 | 2.6 | 4.1  |
| 1998-99   | 31   | Vancouver | NBA  | 14  | 2   | 21.0 | 2.2 | 4.6  | .477 | 0.0 | 0.1 | .000 | 1.4 | 1.8 | .760 | 0.4   | 1.4    | 1.8 | 1.4  | 1.1 | 0.5 | 0.9 | 2.7 | 5.8  |
| 1999-00   | 32   | Vancouver | NBA  | 38  | 0   | 15.3 | 1.6 | 3.8  | .407 | 0.0 | 0.1 | .000 | 0.9 | 1.1 | .850 | 0.5   | 1.4    | 1.9 | 1.1  | 0.3 | 0.2 | 0.5 | 2.1 | 4.0  |
| 2000-01   | 33   | Vancouver | NBA  | 15  | 6   | 11.4 | 0.7 | 2.5  | .289 | 0.0 | 0.1 | .000 | 0.4 | 0.5 | .857 | 0.3   | 0.7    | 1.0 | 0.9  | 0.2 | 0.3 | 0.3 | 1.4 | 1.9  |
| Total     |      |           | NBA  | 676 | 379 | 24.6 | 3.9 | 8.1  | .481 | 0.1 | 0.3 | .191 | 1.7 | 2.2 | .801 | 0.8   | 1.7    | 2.5 | 1.9  | 0.7 | 0.3 | 1.2 | 2.8 | 9.6  |

### Playoffs
| Temporada | Edad | Equipo    | Liga | P | MIN | TCA | TC | 3PA | 3P | TLA | TL | R.OF. | REB | ASIS | ROB | TAP | PER | FP | PTS | %TC  | %3P  | %FT   | MIN  | PTS  | REB | AST |
| 1996-97   | 29   | Minnesota | NBA  | 3 | 87  | 12  | 22 | 0   | 2  | 9   | 9  | 0     | 4   | 6    | 2   | 1   | 1   | 11 | 33  | .545 | .000 | 1.000 | 29.0 | 11.0 | 1.3 | 2.0 |
| Total     |      |           | NBA  | 3 | 87  | 12  | 22 | 0   | 2  | 9   | 9  | 0     | 4   | 6    | 2   | 1   | 1   | 11 | 33  | .545 | .000 | 1.000 | 29.0 | 11.0 | 1.3 | 2.0 |